# 二己硫醚
二己硫醚是一种有机化合物，化学式为C6H13SC6H13，它具有较弱的气味。它可由1-溴己烷在相转移催化剂存在下和硫化钠反应制得。它和金属钠在十四烷中反应，可以得到正己烷以及少量的1-己硫醇。